# Mont Kenpi
Pour les articles homonymes, voir Kenpi (homonymie).
Le mont Kenpi (剣尾山, Kenpi-san) est une montagne culminant à 784 m d'altitude dans les monts Hokusetsu, à Nose dans la préfecture d’Osaka au Japon. Cette montagne fait partie du parc naturel préfectoral de Hokusetsu.

## Religion
Le mont Kenpi a longtemps été un objet de culte pour les gens qui vivaient autour de la montagne. Près de son sommet se trouvait le temple bouddhiste Geppo-ji, qui aurait été construit au début du VIIe siècle. Il aurait été détruit au cours d'une guerre au XVIe siècle, avant d'être déplacé au pied de la montagne en 1664. De nombreux restes de structures religieuses se trouvent de nos jours encore dans la montagne.